# Millinocket
Millinocket est un village localisé dans le comté de Penobscot, Maine, aux États-Unis. Sa population s’élevait à 4 506 habitants lors du recensement de 2010.

## Histoire
Millinocket a été fondée en 1829 par Thomas Fowler et sa famille, qui entreprirent à cette époque la construction de leur ferme. Lorsque la compagnie ferroviaire Bangor and Aroostook Railroad choisit d'étendre son chemin de fer jusqu'à Houlton en 1894, elle traversa cette zone rurale et contribua significativement à son développement. Charles W. Mullen, un ingénieur diplômé de l'Université du Maine, proposa d'implanter de l'énergie hydroélectrique créée à partir du Penobscot. Il pensa alors que le fleuve pouvait être utilisé en tant qu'énergie pour une industrie papetière idéale. Mullen contacta Garret Schenck, vice-président d'International Paper à Rumford Falls et un expert dans l'industrie, pour la construction d'une usine près du fleuve. M. Schenck adopta l'idée de Mullen.

## Géographie
|                  |             | Grindstone (Maine)       |
| Norcross (Maine) | Millinocket | East Millinocket (Maine) |
|                  |             |                          |

## Sites d'intérêt
- Antique Snowmobile Museum
- Baxter State Park
- Millinocket Historical Society & Museum